# Ondřej Kovařčík
Ondřej Kovařčík (* 10. červen 1995, Nový Jičín) je český hokejový útočník. V současnosti hraje za extraligový klub HC Oceláři Třinec.

## Hráčská kariéra
Ondřej započal svou hráčskou kariéru v Třinci, kde prošel všemi mládežnickými kategoriemi. Do sezony 2018/19 nastupoval také za Frýdek-Místek. Po té odehrál 3 sezony v extraligovém Třinci, všechny tři zakončené titulem, a po sezoně 2021/22 odešel se svým bratrem na 2 sezony do finského Jukuritu. Po povedeném angažmá ve Finsku se Ondřej vrátil zpět do extraligy. V roce 2024 podepsal v českobudějovickém Motoru, ale zde se mu příliš nedařilo, a tak se po 17 odehraných zápasech vrátil zpět do Třince. Rok po něm se do Třince vrátil také jeho bratr Michal, a tak opět hrají spolu.

## Ocenění a úspěchy
- 2011 ČHL-16 – Nejlepší nahrávač
- 2013 ČHL-18 – Nejlepší nahrávač
- 2013 ČHL-18 – Nejproduktivnější hráč
- 2015 ČHL-20 – Nejlepší střelec
- 2016 Postup s týmem HC Frýdek-Místek do 1.ČHL
- 2018 ČHL – Nejlepší nováček

## Prvenství
- Debut v ČHL – 20. února 2015 (Mountfield HK proti HC Oceláři Třinec)
- První asistence v ČHL – 22. února 2015 (HC Oceláři Třinec proti HC Kometa Brno)
- První gól v ČHL – 6. října 2017 (HC Oceláři Třinec proti HC Sparta Praha, finskému brankáři Sami Aittokallio)
- První hattrick v ČHL – 25. března 2018 (HC Oceláři Třinec proti HC Dynamo Pardubice)

## Klubová statistika
| Sezóna       | Klub                         | Soutěž       |     | Základní část | Základní část | Základní část | Základní část | Základní část |    | Play off | Play off | Play off | Play off | Play off |
| Sezóna       | Klub                         | Soutěž       | Z   | G             | A             | B             | TM            | Z             | G  | A        | B        | TM       |          |          |
| 2013-14      | HC Nový Jičín                | 2.ČHL        | 5   | 2             | 2             | 4             | 0             | —             | —  | —        | —        | —        |          |          |
| 2014-15      | HC Oceláři Třinec            | ČHL          | 3   | 0             | 1             | 1             | 0             | 1             | 0  | 0        | 0        | 0        |          |          |
| 2014-15      | HK Nový Jičín                | 2.ČHL        | 5   | 3             | 2             | 5             | 0             | —             | —  | —        | —        | —        |          |          |
| 2015-16      | HC Frýdek-Místek             | 2.ČHL        | 30  | 12            | 15            | 27            | 6             | 6             | 0  | 2        | 2        | 2        |          |          |
| 2015-16      | HK Nový Jičín                | 2.ČHL        | 3   | 2             | 2             | 4             | 0             | —             | —  | —        | —        | —        |          |          |
| 2016-17      | HC Frýdek-Místek             | 1.ČHL        | 48  | 13            | 16            | 29            | 4             | 10            | 1  | 6        | 7        | 4        |          |          |
| 2017-18      | HC Oceláři Třinec            | ČHL          | 40  | 5             | 8             | 13            | 4             | 16            | 6  | 5        | 11       | 0        |          |          |
| 2017-18      | HC Frýdek-Místek             | 1.ČHL        | 6   | 4             | 5             | 9             | 0             | —             | —  | —        | —        | —        |          |          |
| 2018-19      | HC Oceláři Třinec            | ČHL          | 51  | 5             | 9             | 14            | 12            | 17            | 1  | 0        | 1        | 0        |          |          |
| 2018-19      | HC Frýdek-Místek             | 1.ČHL        | 1   | 0             | 1             | 1             | 0             | —             | —  | —        | —        | —        |          |          |
| 2019-20      | HC Oceláři Třinec            | ČHL          | 52  | 10            | 9             | 19            | 28            | —             | —  | —        | —        | —        |          |          |
| 2020-21      | HC Oceláři Třinec            | ČHL          | 45  | 11            | 14            | 25            | 10            | 5             | 0  | 1        | 1        | 2        |          |          |
| 2021-22      | HC Oceláři Třinec            | ČHL          | 53  | 9             | 17            | 26            | 6             | 14            | 2  | 3        | 5        | 2        |          |          |
| 2022-23      | Mikkelin Jukurit             | Liiga        | 35  | 4             | 13            | 17            | 4             | —             | —  | —        | —        | —        |          |          |
| 2023-24      | Mikkelin Jukurit             | Liiga        | 57  | 15            | 26            | 41            | 10            | 6             | 1  | 1        | 2        | 2        |          |          |
| 2024-25      | Banes Motor České Budějovice | ČHL          | 17  | 3             | 5             | 8             | 4             | —             | —  | —        | —        | —        |          |          |
| 2024-25      | HC Oceláři Třinec            | ČHL          | 34  | 7             | 12            | 19            | 2             | 9             | 4  | 1        | 5        | 2        |          |          |
| Celkem v ČHL | Celkem v ČHL                 | Celkem v ČHL | 295 | 50            | 75            | 125           | 66            | 62            | 13 | 10       | 23       | 6        |          |          |